# Borís Ambartsúmov
Borís Ambartsúmov —en ruso, Борис Амбарцумов— (29 de septiembre de 1974-31 de enero de 2020) fue un deportista ruso que compitió en lucha grecorromana. Ganó dos medallas en el Campeonato Europeo de Lucha, oro en 1998 y plata en 2000.

## Palmarés internacional
| Campeonato Europeo | Campeonato Europeo  | Campeonato Europeo | Campeonato Europeo |
| Año                | Lugar               | Medalla            | Categoría          |
| ------------------ | ------------------- | ------------------ | ------------------ |
| 1998               | Minsk (Bielorrusia) | Medalla de oro     | 54 kg              |
| 2000               | Moscú (Rusia)       | Medalla de plata   | 54 kg              |